# Daniela Kirchlechner
Daniela Kirchlechner (* 1965) ist eine deutsche Grafikdesignerin und Illustratorin. Sie ist Professorin für Integrierte Grundlagen der Gestaltung an der Münster School of Design, FH Münster.

## Biografie
Sie studierte Visuelle Kommunikation an der Universität für angewandte Kunst Wien und der Universität der Künste Berlin (Meisterschülerin).
Kirchlechner arbeitet als freie Artdirectorin und Illustratorin und gründete zwei Designstudios in Berlin. Sie ist spezialisiert auf Editorial Design, Corporate Design und Image-Kampagnen (analog und digital) für Kulturorganisationen wie das Haus der Kulturen der Welt oder die Berliner Festspiele, Verlage und mittelständische Unternehmen. Sie gestaltet und illustriert Bücher für deutschsprachige Verlage. An deutschen und österreichischen Hochschulen lehrte sie ab 2008 Visuelle Kommunikation, Illustration und Grundlagen der Gestaltung. 2020 wurde sie an die FH Münster berufen.
Der Schwerpunkt ihrer Lehre liegt im Bereich der nachhaltigen Materialien und Prozesse.
In ihrem Design entwickelt sie taktiles Artwork in 3D aus verschiedenen Materialien wie Holz, Stoffe oder Papier und kombiniert diese Figuren mit zeichnerischen Elementen.

## Rezeption
Der Spiegel beurteilt die Illustrationen des Kinderbuchs Die Abenteuer des Ritters Gawain als gelungenes Wagnis. Statt der sonst in diesem konservativen Genre üblichen Zeichnungen bestehen die Illustrationen der Kinderbuches aus digital nachbearbeiteten Fotos mit Figuren und Landschaften aus Kieseln, Stoffen und ähnlichem. Der Spiegel sieht darin eine „Revolution“ und ein mutiges Experiment.

## Veröffentlichungen (Auswahl)

### Autorin
- Im Reich der Schokolade. Jacoby & Stuart, Berlin, 2008. ISBN 978-3-941087-12-5
- Max Michel. So kocht Deutschland! Gerstenberg, Hildesheim, 2008. ISBN 978-3-8369-2975-2

### Illustratorin
- mit Edmund Jacoby: Die Abenteuer des Ritters Gawain. Jacoby & Stuart, Berlin 2008, ISBN 978-3-941087-07-1.
- mit Nina Schindler: Wer war Sitting Bull? Jacoby & Stuart, Berlin 2009, ISBN 978-3-941087-43-9.
- mit Ulrike Gerold, Wolfram Hänel: Wer war Grace O’Malley? Jacoby & Stuart, Berlin 2009, ISBN 978-3-941087-27-9.
- mit Kirsten John: Wer war Christoph Kolumbus? Jacoby & Stuart, Berlin 2010, ISBN 978-3-941087-92-7.
- mit Horst Künnemann: Wer war Alexander der Große? Jacoby & Stuart, Berlin 2010, ISBN 978-3-941087-91-0.
- mit Axel Brüggemann: Wer war Mozart? Jacoby & Stuart, Berlin 2010, ISBN 978-3-941087-52-1.
- mit Susanne P. Radtke, Angela Ziegler: Interkulturelle Design-Grundlagen. UVK Verlag, Tübingen 2022, ISBN 978-3-8252-5815-3